# Адвентистское агентство помощи и развития
АДРА (англ. ADRA — Adventist Development and Relief Agency — Адвентистское Агентство помощи и развития) — международная общественная неправительственная благотворительная организация, является одним из подразделений Церкви Адвентистов Седьмого Дня.
ADRA помогает детям-сиротам, находящимся в детских домах, приютах, больницах, людям с ограниченными возможностями, многодетным семьям, матерям-одиночкам, беременным женщинам и другим социально незащищенным категориям. Реализует проекты в горячих точках, а также проповедует здоровый образ жизни, здоровое питание.
Имеет представительства в 125 странах мира.
ADRA International имеет консультативный статус при экономическом и социальном Совете ООН.